# (5407) 1992 AX
(5407) 1992 AX es un asteroide perteneciente a asteroides que cruzan la órbita de Marte, descubierto el 4 de enero de 1992 por Seiji Ueda y el astrónomo Hiroshi Kaneda desde el Kushiro Marsh Observatory, Hokkaido, Japón.

## Designación y nombre
Designado provisionalmente como 1992 AX.

## Características orbitales
1992 AX está situado a una distancia media del Sol de 1,838 ua, pudiendo alejarse hasta 2,348 ua y acercarse hasta 1,327 ua. Su excentricidad es 0,277 y la inclinación orbital 11,38 grados. Emplea 910,221 días en completar una órbita alrededor del Sol.

## Características físicas
La magnitud absoluta de 1992 AX es 14. Está asignado al tipo espectral Sk según la clasificación SMASSII.